# Dokuy (département)
Dokuy est un département et une commune rurale du Burkina Faso, situé dans la province de la Kossi et la région de la Boucle du Mouhoun. En 2019, le dernier recensement général comptabilisait 40 588 habitants. 

## Villages
Le département comprend un village chef-lieu (populations actualisées en 2012) :
- Dokuy (3 933 habitants)

et 24 autres villages :
- Ayoubakolon (784 habitants)
- Bonikuy (492 habitants)
- Dar-Es-Salam (706 habitants)
- Dassi (695 habitants)
- Dénissa-Marka (685 habitants)
- Dénissa-Mossi (196 habitants)
- Dokoura (569 habitants)
- Doubalé (457 habitants)
- Gassingo (1 609 habitants)
- Goni (2 661 habitants)
- Ilabékolon (1 215 habitants)
- Kamadéna (2 173 habitants)
- Kanadougou (923 habitants)
- Karasso (1 210 habitants)
- Kémenso (646 habitants)
- Kénékuy (2 996 habitants)
- Kolonidara (881 habitants)
- Kolonkoura (899 habitants)
- Makuy (611 habitants)
- Néréko (479 habitants)
- Sokoura (1 517 habitants)
- Soumakoro (499 habitants)
- Soum (430 habitants)
- Tomikoroni (494 habitants)